# Exposition spécialisée de 1981
L’Exposition Internationale de Plovdiv (Exposition Cynégétique Mondiale 1981) est une exposition spécialisée reconnue par le Bureau international des Expositions.
Elle s’est tenue du 14 juin au 12 juillet 1981 à Plovdiv, en Bulgarie, sur le thème de la Chasse, les relations entre l'Homme et la Nature avec une approche écologique. Elle s’est déroulée sur le site de la Foire internationale de Plovdiv, à l’instar des deux autres expositions spécialisées organisées à Plovdiv en 1985 et en 1991.